# SolarWinds
SolarWinds Inc. là một công ty Mỹ về phát triển phần mềm cho các doanh nghiệp để giúp giám sát mạng, hệ thống và cơ sở hạ tầng công nghệ thông tin. SolarWinds có trụ sở tại Austin, Texas, với các văn phòng phát triển sản phẩm và bán hàng tại một số địa điểm tại Mỹ và một số quốc gia khác trên thế giới. Công ty đã được lên sàn chứng khoán từ tháng 5 năm 2009 cho đến cuối năm 2015, và trở lại giao dịch từ tháng 10 năm 2018. SolarWinds cũng đã mua lại một số công ty, một số trong đó vẫn hoạt động dưới tên thương hiệu ban đầu bao gồm Pingdom, Papertrail và Loggly.

## Lịch sử
SolarWinds được chính thức thành lập năm 1999 tại Tulsa, Oklahoma, và (tính đến năm 2009) vẫn duy trì lợi nhuận ổn định kể từ khi thành lập. Công ty được đồng sáng lập bởi Donald Yonce (một cựu giám đốc điều hành tại Walmart ) và anh trai David Yonce. SolarWinds đã phát hành sản phẩm đầu tiên của mình, Trace Route và Ping Sweep, đầu tháng 3 năm 1998 và phát hành ứng dụng quản trị mạng (Network Performance Monitor - NPM) dựa trên giao diện web đầu tiên vào tháng 11 năm 2001. Theo Michael Bennett, người trở thành giám đốc điều hành vào năm 2006, Tên SolarWinds đã được lựa chọn bởi một nhân viên và công ty không liên quan gì đến năng lượng mặt trời hay năng lượng gió (solar & wind power). Năm 2006, công ty chuyển trụ sở chính đến Austin, Texas, nơi có khoảng 300 nhân viên trong tổng số 450 nhân viên của công ty tính đến năm 2011 
Trong năm 2007, SolarWinds đã huy động vốn từ Austin Ventures, Bain Capital và Insight Venture Partners. SolarWinds đã hoàn thành đợt chào bán công khai ban đầu 112,5 triệu USD vào tháng 5 năm 2009 .
SolarWinds đã cập nhật sản phẩm Network Performance Monitor vào tháng 12 năm 2018 với các cải tiến cho Cơ sở hạ tầng trung tâm ứng dụng của Cisco (Application Centric Infrastructure - ACI).

## Mua lại
SolarWinds cung cấp các phần mềm có thể tải xuống miễn phí dùng thử cho các khách hàng. Năm 2007, SolarWinds đã mua lại một số công ty bao gồm Neon Software và ipMonitor Corp và mở một văn phòng bán hàng châu Âu tại Ireland.
Vào năm 2009, SolarWinds đã mua lại một số công ty và sản phẩm khác, bao gồm nhà sản xuất phần mềm Kiwi Enterprises có trụ sở tại New Zealand, được công bố vào tháng 01 năm 2009.
SolarWinds mua lại một số công ty trong năm 2011 và được xếp thứ 10 trong danh sách các công ty công nghệ phát triển nhanh nhất của Tạp chí Forbes. Vào tháng 01 năm 2011, công ty này đã mua lại Hyper9 Inc, một công ty cung cấp giải pháp quản lý nền tảng ảo hóa có trụ sở tại Austin với các điều khoản không được tiết lộ. Vào tháng 7, SolarWinds đã hoàn tất việc mua lại công ty bảo mật mạng TriGeo có trụ sở tại Idaho với giá 35 triệu USD. Các văn phòng của TriGeo tại Post Falls đã được thêm vào danh sách các địa điểm SolarWinds, bao gồm các văn phòng tại Dallas, Salt Lake và Tulsa, cũng như các hoạt động tại Úc, Cộng hòa Séc, Ấn Độ, Ireland và Singapore. Vào tháng 12, công ty đã mua một số tài sản từ DameWare Development LLC.
Đầu năm 2012, chỉ khoảng một tháng sau khi mua lại DameWare, SolarWinds đã mua lại nhà cung cấp phần mềm quản lý bản vá EminentWare. Vào tháng 12, SolarWinds đã mua lại RhinoSoft, thêm sản phẩm FTP Voyager của RhinoSoft vào bộ công cụ và dịch vụ của SolarWinds.
Vào tháng 5 năm 2013, SolarWinds đã mua N-able Technologies (2013), một nhà cung cấp dịch vụ công nghệ thông tin dựa trên điện toán đám mây. Thỏa thuận được báo cáo trị giá 120 triệu USD tiền mặt. Vào tháng 10, công ty này đã mua lại Confio Software, công ty cung cấp giải pháp quản lý cơ sở dữ liệu ở Boulder, Colorado. Với thỏa thuận 103 triệu USD, SolarWinds đã có được một văn phòng bán hàng của Confio ở London và sản phẩm chính của công ty này, Ignite (sau đổi thành Database Performance Monitoring - DPM). Từ năm 2014 đến 2015, công ty đã mua lại công ty cung cấp giải pháp giám sát web (web-monitoring) Thụy Điển Pingdom, công ty giám sát và đo lường có trụ sở tại San Francisco Librato (với giá 40 triệu USD), và dịch vụ quản lý nhật ký (log management) Papertrail (với giá 41 triệu USD).
Trong năm 2015, SolarWinds tuyên bố mua lại Librato (một công ty về giám sát), và Capzure Technology.
Vào tháng 6 năm 2016, SolarWinds đã mua lại LogicNow, một công ty phần mềm giám sát đối thủ từ xa. LogicNow và N-Technologies Technologies đã hợp nhất thành một công ty mới, SolarWinds MSP. SolarWinds tuyên bố rằng công ty con sẽ được dẫn dắt bởi cựu Giám đốc điều hành Walter Scott của LogicNow với chức danh phó chủ tịch điều hành mới.
Từ năm 2017 đến 2019, SolarWinds đã mua SpamExperts (một công ty bảo mật email), Loggly (một công ty quản lý và phân tích nhật ký log), Trusted Metrics (nhà cung cấp phần mềm quản lý và giám sát mối đe dọa), và Samanage (nhà cung cấp dịch vụ và giải pháp quản lý tài sản CNTT).

## Vụ tấn công chuỗi cung ứng 2020
Vào ngày 13 tháng 12 năm 2020, tạp chí The Washington Post thông báo rằng nhiều cơ quan chính phủ đã bị tấn công thông qua phần mềm Orion của SolarWinds. Hồ sơ trình lên Ủy ban Chứng khoán và Giao dịch Hoa Kỳ cho thấy rằng gần 18.000 trong số 33.000 khách hàng đã bị ảnh hưởng, liên quan đến các phiên bản từ 2019.4 đến 2020.2.1, phát hành từ tháng 3 đến tháng 6 năm 2020. Theo Microsoft, hacker đã giành quyền quản trị của hệ thống cấp phát chứng chỉ truy cập, các chứng chỉ này sau đó đã được dùng để truy cập vào các hệ thống bên trong.  Cơ quan An ninh mạng và Cơ sở hạ tầng (CISA) đã ban hành Chỉ thị khẩn cấp 21-01 yêu cầu các cơ quan ngay lập tức tắt nguồn các máy chủ đang sử dụng Orion.
APT29, còn được gọi là Cozy Bear, làm việc cho Cơ quan tình báo nước ngoài của Nga (SVR), bị nghi ngờ đứng sau vụ tấn công. Nạn nhân của vụ tấn công bao gồm công ty an ninh mạng FireEye, Bộ Ngân khố Hoa Kỳ, Cơ quan Quản lý Thông tin và Viễn thông Quốc gia của Bộ Thương mại Hoa Kỳ, Bộ An ninh nội địa Hoa Kỳ. Các khách hàng đáng chú ý của SolarWinds như NATO, Nghị viện châu Âu, Trụ sở Truyền thông Chính phủ vương quốc Anh, Bộ Quốc phòng Anh, Dịch vụ Y tế Anh quốc (NHS), Bộ Nội vụ Anh Quốc, và AstraZeneca cũng đã tiến hành điều tra xem họ có bị ảnh hưởng bởi vụ tấn công không. FireEye đã kết luận rằng "hacker đã chèn dòng mã độc vào bản cập nhật của phần mềm Orion, cho phép tấn công từ xa đến hệ thống của nạn nhân" và "việc này đã bắt đầu từ mùa xuân năm 2020".
Hacker đã sử dụng cửa hậu của thư viện SolarWinds; các thư viện bị chèn mã độc đều có chữ ký điện tử tin cậy của SolarWinds.  Vào tháng 11 năm 2019, các nhà bảo mật đã cảnh báo rằng SolarWinds sử dụng mật khẩu yếu "solarwinds123" cho FTP server của họ, cho phép các hacker dễ dàng tải lên các tập tin có chứa mã độc để phân phối cho các khách hàng của SolarWinds. Mật khẩu này đã được đăng trên GitHub năm 2019.
Cổ phiếu của SolarWinds đã lao dốc 25% sau khi vụ việc bị phát hiện. Hai cổ đông lớn nhất của SolarWinds đã bán cổ phần tổng trị giá 280 triệu USD 6 ngày trước khi vụ việc được công bố..
Vào ngày 15 tháng 12 năm 2020, SolarWinds đã thông báo vụ việc lên Ủy ban Chứng khoán. Tuy nhiên, SolarWinds không ngay lập tức thu hồi các chứng chỉ số đã được cấp.
Vào ngày 17 tháng 12 năm 2020, SolarWinds đã thông báo sẽ thu hồi các chứng chỉ số vào ngày 21 tháng 12 năm 2020.